# Novecento (groupe)
Novecento est un groupe musical italien de new wave. Actif dans les années 1980 et 1990, il revient au sommet des hit-parades en 2008 avec le single Cry, après presque une décennie de silence pendant laquelle le groupe se consacre à la production d'artistes internationaux. 

## Histoire

### Première phase (1979–1997)
Le groupe est formé en 1979 par les frères et sœurs Pino, Lino et Rossana Nicolosi, auxquels se joint la chanteuse Dora Carofiglio, qui deviendra plus tard l'épouse de Lino. En 1981, ils font leurs débuts sous le nom de Divieto di sosta, enregistrant un EP qui passe inaperçu. Les premières reconnaissances ont lieu lors de leurs premiers concerts dans des clubs de la ville, où ils parviennent à recréer des atmosphères internationales lors de l'interprétation de leurs chansons grâce à des arrangements simples et incisifs, laissant transparaître les influences de la new wave, du soft rock, du pop rock, du jazz, des groupes et chanteurs funk tels que Al Jarreau, Stevie Wonder, Chaka Khan, Genesis et Pink Floyd. Parallèlement, ils créent leur propre studio d'enregistrement et auto-produisent plusieurs albums dont la distribution est ensuite confiée à d'importants labels italiens de l'époque (Five Record, Baby Records, etc.) et internationaux (WEA, Warner Music, ZTT, etc.).
Sous divers pseudonymes (Amnesie, Answering Service), et grâce à diverses collaborations, ils produisent entre 1983 et 1990 de nombreuses chansons qui remportent également un bon succès commercial. Le groupe change définitivement de nom pour s'appeler Novecento et connaît son premier succès en 1984 : le single Movin' On se classe en tête des charts italiens avec près de 100 000 exemplaires vendus et remporte le prix de la « meilleure révélation » lors de l'émission télévisée Azzurro '84. À la fin de la même année, ils sortent le single The Only One et leur premier album : Novecento. En 1986, le single Excessive Love est adopté comme jingle pour la publicité télévisée d'une marque de yaourt : cet événement ouvre la porte à la production de publicités pour le Novecento, avec de nombreuses demandes de production de chansons originales. Mais 1986 est aussi l'année de leur deuxième album, Dreamland. Ils commencent à participer de façon stable à d'importantes émissions de télévision (comme Festivalbar) et de radio, suivies de tournées (principalement en été), de vidéos à succès et de la production d'autres albums.

### Deuxième phase (1998–2002)
En 1998, ils ouvrent un nouveau studio d'enregistrement à San Giuliano Milanese, la ville où ils vivent. Cette deuxième phase voit les Novecento se rapprocher du jazz. Ils produisent l'album You and I pour Billy Preston, sur lequel ils jouent également en tant que musiciens et arrangeurs. Ils produisent ensuite l'album Collection pour Osibisa et The Best pour Delegation. En 2001, c'est au tour de Drum'n Voice du batteur Billy Cobham : l'album connaît un énorme succès, à tel point qu'il est distribué internationalement par pas moins de 24 sociétés sœurs de Sony. Au cours de ces années, Nicolosi Productions est officiellement fondée et remporte au fil des ans des productions internationales telles que Live Takes de Toots Thielemans, In Harmony's Way de Jeff Berlin, et The Things I See de Gary Husband.
En mai 2003, l'album Dreams of Peace sort en Italie. Le même album sort peu après aux États-Unis sous le nom de Novecento feat. Stanley Jordan, atteignant le sommet des charts américains et se classant numéro un sur Radio CD 101.9 à New York. Cette période de succès s'achève avec l'album Featuring, dans lequel Novecento repropose de nombreuses chansons des albums produits et arrangés au cours de ces années, avec des arrangements soul et jazz.

### Troisième phase (depuis 2008)
Au printemps 2008, ils sortent le single Cry, qui se classe en tête du classement italien des singles et devient en quelques jours la chanson la plus téléchargée sur iTunes, suivi quelques mois plus tard par Stop the Time, un autre single à succès, tous deux anticipant l'album Secret. Cependant, leur implication dans la production d'autres artistes se poursuit : en 2010, ils produisent le Drum'n'voice 3 de Billy Cobham, un album comprenant de nombreux invités internationaux tels que Chaka Khan, Gino Vannelli, George Duke, Bob Mintzer, Alex Acuña, John Scofield et Brian Auger. Toujours en 2010, ils ont écrit et produit l'album d'Eumir Deodato, avec des invités comme Al Jarreau, Paco Sery, John Tropea, London Beat et Airto Moreira. En 2011, ils sortent le single Double Face d'Eumir Deodato & Al Jarreau. L'album et le single sont sortis au Royaume-Uni, aux États-Unis, en Allemagne, en Autriche et en Suisse, et sont exportés dans le reste du monde. Novecento, en plus d'être producteurs de l'album, sont également invités à jouer avec Al Jarreau sur le titre I Want You More, qui sort en même temps que le clip vidéo.
En juin 2014, The Nineteen Hundred sort un album de titres inédits intitulé A New Day, célébrant les 30 ans de carrière du groupe. En 2016, ils sortent le quatrième album de Billy Cobham, produit par Pino Nicolosi et Lino Nicolosi.